# 薔薇色の明日
『薔薇色の明日』（ばらいろのあした）は、日本のシンガーソングライター・ドラマーである高橋幸宏の5枚目のアルバム。英題は『Tomorrow's Just Another Day』（トゥモロウズ・ジャスト・アナザー・デイ）。
1983年8月24日にアルファレコードの¥ENレコードレーベルからリリースされた。
作詞は高橋、ピーター・バラカン、ピエール・バルーが行い、作曲は高橋が担当した楽曲に加え、ブライアン・フェリーの「This Island Earth」（1978年）とディオンヌ・ワーウィックの「The April Fools」（1969年）のカバーが収録され、プロデューサーは高橋が担当している。
2022年3月9日に『薔薇色の明日+3』（ばらいろのあしたプラススリー）として、シングル「ARE YOU RECEIVING ME?」とB面曲の「AND I BELIEVE IN YOU」、シングル「前兆」のB面曲である「ANOTHER DOOR」をボーナス・トラックに追加収録され発表された（後述）。

## リリース
1983年8月24日にアルファレコードの¥ENレコードレーベルからLPレコードとCTの2形態でリリースされた。
1984年7月25日に初CD化され、その後1987年3月25日と1992年8月21日、1994年9月28日に3度再リリースされた。
2006年7月26日にデジタルリマスタリングが施されたCDに、初回盤は紙ジャケット仕様としてソニー・ミュージックダイレクトのGT musicレーベルからリリースされた。
2022年3月9日にソニー・ミュージックダイレクトのALDELIGHTレーベルから「ユキヒロ×幸宏 EARLY 80s」の第2弾としてLPレコードで、4枚目のアルバム『WHAT, ME WORRY?』（1982年）と同時にリリースされ、リマスタリングは砂原良徳、アナログカッティングをバーニー・グランドマンがそれぞれ担当した。

## 収録曲
| 全編曲: 高橋幸宏。 |                                    |                                                |           |       |
| #                  | タイトル                           | 作詞                                           | 作曲      | 時間  |
| 1.                 | 「Ripple」                         | 高橋幸宏、ピーター・バラカン、ピエール・バルー | 高橋幸宏  | 4:26  |
| 2.                 | 「My Bright Tomorrow」             | 高橋幸宏、ピーター・バラカン                   | 高橋幸宏  | 3:33  |
| 3.                 | 「蜉蝣」(Kagerou)                  | 高橋幸宏                                       | 高橋幸宏  | 4:55  |
| 4.                 | 「6月の天使」(Rokugatsu No Tenshi) | 高橋幸宏                                       | 高橋幸宏  | 3:20  |
| 5.                 | 「前兆」(Maebure)                  | 高橋幸宏                                       | 高橋幸宏  | 4:23  |
| 合計時間:          | 合計時間:                          | 合計時間:                                      | 合計時間: | 20:37 |

| 全編曲: 高橋幸宏。 |                                   |                              |                      |       |
| #                  | タイトル                          | 作詞                         | 作曲                 | 時間  |
| 6.                 | 「偶然」(Coincidence)             | 高橋幸宏、ピーター・バラカン | 高橋幸宏             | 4:19  |
| 7.                 | 「This Island Earth」             | ブライアン・フェリー         | ブライアン・フェリー | 4:37  |
| 8.                 | 「Are You Receiving Me? (Remix)」 | 高橋幸宏、ピーター・バラカン | 高橋幸宏             | 4:21  |
| 9.                 | 「Good Time」                     | 高橋幸宏、ピーター・バラカン | 高橋幸宏             | 3:33  |
| 10.                | 「The April Fools」               | ハル・デヴィッド             | バート・バカラック   | 3:21  |
| 合計時間:          | 合計時間:                         | 合計時間:                    | 合計時間:            | 20:11 |

## 曲解説

### A面
1. Ripple
2. My Bright Tomorrow
3. 蜉蝣／Kagerou
  - ニッカウヰスキー「スーパーニッカ」CM曲第3弾。
4. 6月の天使／Rokugatsu No Tenshi
5. 前兆／Maebure
  - ニッカウヰスキー「スーパーニッカ」CM曲第4弾。

### B面
1. 偶然／Coincidence
2. This Island Earth
  - ブライアン・フェリーが1978年に発表したアルバム『ベールをぬいだ花嫁』に収録されている楽曲のカバー。
3. Are You Receiving Me? (Remix)
  - 先行シングル「ARE YOU RECEIVING ME?」のリミックスバージョンで、シングルバージョンはニッカウヰスキー「スーパーニッカ」CM曲第2弾として使用された。
4. Good Time
  - 1982年にリリースされた『音版ビックリハウス ウルトラサイケ・ビックリパーティー』に収録された同名曲のリメイク。オリジナル版のコント部分は日本語の歌詞に置き換えられている[5]。
5. The April Fools
  - ディオンヌ・ワーウィックが1969年に発表した「エイプリル・フール」のカバーで、ニッポン放送『高橋幸宏のオールナイトニッポン』のエンディング曲として使用された[6]。

## 参加ミュージシャン
- 高橋幸宏 : Vocals, Keyboards, Marimba, Vibraphone, Glockenspiel and TAMA Drums
- 細野晴臣 : Bass Guitar on "蜉蝣", "前兆", "This Island Earth" and "Are You Receiving Me?"
- 坂本龍一 : Piano on "前兆" and "Are You Receiving Me?", Strings arrangement on "Ripple" and "前兆"
- BILL NELSON : Guitar on "This Island Earth" and "Are You Receiving Me?", Backing vocal on "Are You Receiving Me?"
- 白井良明 : Guitars on "6月の天使" and "前兆"
- 大村憲司 : Guitars on "My Bright Tomorrow" and "Coincidence"
- 沢村満 : Alto Sax on "Are You Receiving Me?"
- 矢口博康 : Alto Sax on "前兆"
- 近藤達郎 : Piano on "The April Fools"
- 当山“MYRAH”けいこ : Backing Vocals on "蜉蝣"
- 当山“PENNY”ひとみ : Backing Vocals on "蜉蝣"
- PETER BARAKAN : Backing vocal on "Coincidence"
- PIERRE BAROUH : Vocal on "Ripple"
- 藤井丈司 : Technical Assistance

## リリース履歴
| No. | 日付           | 国名 | レーベル                                   | 規格 | 規格品番  | 備考                                                                               |
| --- | -------------- | ---- | ------------------------------------------ | ---- | --------- | ---------------------------------------------------------------------------------- |
| 1   | 1983年8月24日  | 日本 | アルファレコード / ¥ENレコード             | LP   | YLR-28009 |                                                                                    |
| 1   | 1983年8月24日  | 日本 | アルファレコード / ¥ENレコード             | CT   | YLC-28009 |                                                                                    |
| 2   | 1984年7月25日  | 日本 | アルファレコード / ¥ENレコード             | CD   | 38XA-18   |                                                                                    |
| 3   | 1987年3月25日  | 日本 | アルファレコード / ¥ENレコード             | CD   | 32XA-146  |                                                                                    |
| 4   | 1992年8月21日  | 日本 | アルファレコード / ¥ENレコード             | CD   | ALCA-363  |                                                                                    |
| 5   | 1994年9月28日  | 日本 | アルファミュージック                       | CD   | ALCA-9062 |                                                                                    |
| 6   | 2006年7月26日  | 日本 | ソニー・ミュージックダイレクト / GT music  | CD   | MHCL-791  | リマスタリング音源、初回盤のみ紙ジャケット仕様                                     |
| 7   | 2021年11月24日 | 日本 | ソニー・ミュージックダイレクト / ALDELIGHT | LP   | MHJL-205  | 砂原良徳によるリマスタリング音源、バーニー・グランドマンによるアナログカッティング |

## 薔薇色の明日+3

### リリース
2022年3月9日にソニー・ミュージックダイレクトのALDELIGHTレーベルから「ユキヒロ×幸宏 EARLY 80s」の第2弾として、SA-CDハイブリッドで、4枚目のアルバム『WHAT, ME WORRY?』（1982年）と同時にリリースされ、リマスタリングは砂原良徳が担当し、ライナーノーツには俳優の安田顕によるコメントが掲載されている。

### 収録曲
| 全編曲: 高橋幸宏。 |                                                                |                                                |                      |       |
| #                  | タイトル                                                       | 作詞                                           | 作曲                 | 時間  |
| 1.                 | 「RIPPLE」                                                     | 高橋幸宏、ピーター・バラカン、ピエール・バルー | 高橋幸宏             | 4:26  |
| 2.                 | 「MY BRIGHT TOMORROW」                                         | 高橋幸宏、ピーター・バラカン                   | 高橋幸宏             | 3:33  |
| 3.                 | 「蜉蝣／KAGEROU」                                              | 高橋幸宏                                       | 高橋幸宏             | 4:55  |
| 4.                 | 「6月の天使／ROKUGATSU NO TENSHI」                             | 高橋幸宏                                       | 高橋幸宏             | 3:20  |
| 5.                 | 「前兆／MAEBURE」                                              | 高橋幸宏                                       | 高橋幸宏             | 4:23  |
| 6.                 | 「偶然／COINCIDENCE」                                          | 高橋幸宏、ピーター・バラカン                   | 高橋幸宏             | 4:19  |
| 7.                 | 「THIS ISLAND EARTH」                                          | ブライアン・フェリー                           | ブライアン・フェリー | 4:37  |
| 8.                 | 「ARE YOU RECEIVING ME? (Remix)」                              | 高橋幸宏、ピーター・バラカン                   | 高橋幸宏             | 4:21  |
| 9.                 | 「GOOD TIME」                                                  | 高橋幸宏、ピーター・バラカン                   | 高橋幸宏             | 3:33  |
| 10.                | 「THE APRIL FOOLS」                                            | ハル・デヴィッド                               | バート・バカラック   | 3:21  |
| 11.                | 「ARE YOU RECEIVING ME? (Single Version)」(ボーナス・トラック) | 高橋幸宏、ピーター・バラカン                   | 高橋幸宏             | 4:09  |
| 12.                | 「AND I BELIEVE IN YOU」(ボーナス・トラック)                   | 高橋幸宏、ピーター・バラカン                   | 高橋幸宏             | 4:32  |
| 13.                | 「ANOTHER DOOR」(ボーナス・トラック)                           | 高橋幸宏、ピーター・バラカン                   | 高橋幸宏             | 6:34  |
| 合計時間:          | 合計時間:                                                      | 合計時間:                                      | 合計時間:            | 56:03 |

### 曲解説
1. RIPPLE
2. MY BRIGHT TOMORROW
3. 蜉蝣／KAGEROU
4. 6月の天使／ROKUGATSU NO TENSHI
5. 前兆／MAEBURE
6. 偶然／COINCIDENCE
7. THIS ISLAND EARTH
8. ARE YOU RECEIVING ME? (Remix)
9. GOOD TIME
10. THE APRIL FOOLS
11. ARE YOU RECEIVING ME? (Single Version)
  - ボーナス・トラック
  - 先行シングル「ARE YOU RECEIVING ME?」のシングルバージョンで、ニッカウヰスキー「スーパーニッカ」CM曲第2弾として使用された。
12. AND I BELIEVE IN YOU
  - ボーナス・トラック
  - 先行シングル「ARE YOU RECEIVING ME?」のB面曲で、ニッカウヰスキー「スーパーニッカ」CM曲第1弾として使用された。
13. ANOTHER DOOR
  - ボーナス・トラック
  - 先行シングル「前兆」のB面曲

### リリース履歴
| No. | 日付         | 国名 | レーベル                                   | 規格              | 規格品番   | 備考                                                                             |
| --- | ------------ | ---- | ------------------------------------------ | ----------------- | ---------- | -------------------------------------------------------------------------------- |
| 1   | 2022年3月9日 | 日本 | ソニー・ミュージックダイレクト / ALDELIGHT | SA-CDハイブリッド | MHCL-10155 | 砂原良徳によるリマスタリング音源、ライナーノーツ: 安田顕によるスペシャルコメント |